# Толстиков, Андрей Викторович
Андрей Викторович Толстиков (род. 18 декабря 1969, Тюмень) — российский учёный-акаролог и энтомолог. Главный редактор журнала «Acarina». Первый проректор Тюменского государственного университета. Кандидат биологических наук (1997), доцент (2000).

## Биография
Родился 18 декабря 1969 года в Тюмени.
Окончил среднюю школу № 16 города Тюмени с серебряной медалью в 1987 году, Тюменский государственный университет с отличием в 1993 году, с включённым обучением в Канзасском университете (Лоренс (Канзас).
Закончил аспирантуру на кафедре энтомологии биологического факультета Московского государственного университета и в 1997 году защитил кандидатскую диссертацию под руководством профессора Рустема Девлетовича Жантиева и старшего научного сотрудника Аделаиды Дмитриевны Петровой-Никитиной по специальности «энтомология». Работал с А. Б. Ланге.
В Тюменском государственном университете на должностях от ассистента до проректора . В 2013—2020 годы — проректор по науке и международным связям, заместитель ректора Валерия Николаевича Фалькова (с 2020 года — министр науки и высшего образования РФ). С 2020 года — первый проректор ТюмГУ.
Директор-координатор от ТюмГУ крупных международных проектов: «SASCHA» по изучению изменения климата в Западной Сибири Федерального министерства образования и научных исследований Германии (2011—2016), «США-Россия» по экологическому образованию Департамента образования США (2009—2011), «Tempus» по инклюзивному образованию Европейской комиссии (2014—2016), партнёрства университетов России и США в области экологии Фонда Евразия (2016—2017).
Руководитель стратегической инициативы «Исследования на фронтирах» Проекта «5-100», стратегического проекта «Биобезопасный мир: эффективный ответ на существующие и новые биологические угрозы» программы развития «Приоритет-2030» в ТюмГУ. Координатор проекта создания пилотного карбонового полигона в ТюмГУ (2021).
Организатор и научный руководитель Института экологической и сельскохозяйственной биологии (X-BIO) ТюмГУ с 2017 года.
Автор более 100 научных публикаций в области акарологии — по систематике и экологии клещей.
Был научным руководителем 3 кандидатских диссертаций.

## Награды и премии
Награждён медалью ордена «За заслуги перед Отечеством» II степени (2024).

## Членство в организациях
- Председатель Академического собрания Тюменской области (с 2022 года)[8].
- С 1996 года — редактор, с 2016 года — главный редактор научного журнала «Acarina»[9] (индексируется базами Scopus, Zoological Record, Biosis).
- Член редколлегии научного журнала «Acta Phytopathologica et Entomologica Hungarica» (с 2021 года)[10], научного журнала «Acta Biologica Universitatis Daugavpiliensis» (2016—2022).

## Признание заслуг
В честь А. В. Толстикова названы несколько новых видов клещей:
- Lopholiodes tolstikovi из Бразилии[11],
- Galumna (Neogalumna) tolstikovi из Вьетнама[12]
- Stigmaeus tolstikovi из Западной Сибири[13].